# 77–80 High Street (Dundee)
Unter der Adresse 77–80 High Street in der schottischen Stadt Dundee in der gleichnamigen Council Area befindet sich ein Geschäftsgebäude. 1965 wurde das Bauwerk in die schottischen Denkmallisten in der höchsten Denkmalkategorie A aufgenommen.

## Geschichte
Die Gebäudezeile wurde im Zuge der Stadtmodernisierung im Jahre 1871 erbaut. Für den Entwurf zeichnet der Stadtarchitekt William Mackison verantwortlich. Hausnummer 77 wurde etwas später errichtet und ist schlichter ausgeführt. Das Kaufhaus Brown’s eröffnete 1888 in dem Gebäudekomplex und hatte ihn bis 1914 vollständig eingenommen. Im Jahre 1900 wurde ein Teehaus eingerichtet und der Innenraum sowie die Schaufensterfronten 1908 sowie im Laufe der 1930er Jahre modernisiert. In den 2000er Jahren wurden weite Teile des Gebäudes zur Entwicklung abgebrochen. Die denkmalgeschützten Fassaden blieben dabei erhalten.

## Beschreibung
Die Gebäudezeile erstreckt sich entlang der Murraygate im Stadtzentrum Dundees. Die Murraygate läuft in die High Street aus. Das denkmalgeschützte Ensemble 68–110 Commercial Street schließt sich an der Nordseite an, während die Fortsetzung an der Westseite als 74–76 High Street denkmalgeschützt ist.
Die straßenseitige Hauptfassade ist 23 Achsen weit, die im Schema 2–3–7–7–3–1 angeordnet sind. Das Mauerwerk der vierstöckigen Gebäude besteht aus Sandsteinquadern. Ebenerdig sind Ladengeschäfte mit Schaufenstern eingerichtet. Im ersten Obergeschoss ist das Mauerwerk rustiziert. Pilaster gliedern dort die Fassade entsprechend der Gebäudeabschnitte. Die Fenster des ersten Obergeschosses sind abwechselnd durch Dreiecksgiebel und Segmentbogengiebel bekrönt. Die Fenster des zweiten Obergeschosses schließen mit Rundbögen mit Schlusssteinen, die auf Säulen mit kompositen Kapitellen ruhen. Auf den mittleren Achsen der sieben Achsen weiten Fassaden ruhen Balkone auf ornamentierten Konsolen. Oberhalb gliedert ein Gurtgesims auf Konsolen die Fassade horizontal. Die länglichen Fenster des obersten Geschosses sind mit Schlusssteinen ausgeführt. Die abschließenden Dächer sind mit Schiefer eingedeckt.